# John Gary Evans

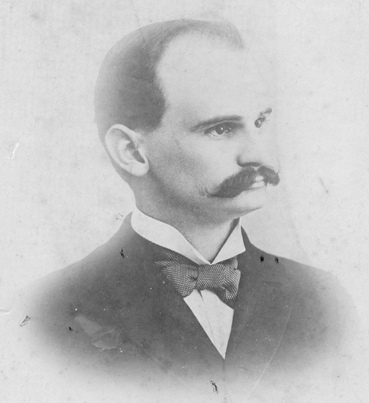
John Gary Evans

John Gary Evans (* 15. Oktober 1863 in Cokesbury, Greenwood County, South Carolina; † 27. Juni 1942 in Spartanburg, South Carolina) war ein US-amerikanischer Politiker und von 1894 bis 1897 Gouverneur des Bundesstaates South Carolina.

## Frühe Jahre und politischer Aufstieg
John Evans war der Sohn von Nathan George Evans, einem General in der Armee der Konföderation. Nach der Grundschule in seiner Heimat besuchte Evans das Union College in Schenectady (New York). Er musste das Studium im Jahr 1883 aus finanziellen Gründen abbrechen, holte aber später seinen juristischen Abschluss nach. Im Jahr 1887 wurde er in South Carolina als Anwalt zugelassen und praktizierte in Aiken.
Als Anwalt engagierte er sich für die ärmeren Farmer und kam so mit der Farmers Association in Kontakt. In den 1880er Jahren stellte diese Gruppe eine bedeutende politische Kraft in South Carolina dar. Evans entwickelte gute Beziehungen zu Benjamin Ryan Tillman, dem Anführer dieser Bewegung, die sich innerhalb der Demokratischen Partei etablierte. Dank dieser Beziehungen gelang ihm ein schneller politischer Aufstieg. Zwischen 1888 und 1892 war er Abgeordneter im Repräsentantenhaus von South Carolina; von 1892 bis 1894 saß er im Staatssenat. Im Jahr 1894 wurde er dann zum demokratischen Kandidaten für die Gouverneurswahlen nominiert und bei den Wahlen mit 69,6 % der Stimmen gegen Sampson Poe (30,4 %) als Nachfolger von Tillman zum Gouverneur gewählt. Mit 31 Jahren wurde er der bisher jüngste Gouverneur von South Carolina.

## Gouverneur von South Carolina
Evans setzte als Gouverneur die Politik seines Vorgängers fort. Im Jahr 1895 wurde eine neue Verfassung für South Carolina in Kraft gesetzt. Diese war extrem rassistisch und konservativ geprägt. So wurden der schwarzen Bevölkerung praktisch das Wahlrecht genommen, weil man dieses Recht an Besitz und Einkommen der Bürger koppelte. Die Rassentrennung an Schulen wurde legalisiert und Eheschließungen zwischen den Rassen wurden gesetzlich verboten. Diese politische Einstellung wurde 1896 vom Obersten Bundesgericht bestätigt. Der Urteilsspruch im Fall Plessy gegen Ferguson begründete die Theorie, das die Rassen gleichberechtigt, aber getrennt seien (separate but equal). Dieses Problem sollte die Südstaaten und damit auch South Carolina noch bis Mitte des 20. Jahrhunderts beschäftigen. Ein anderer Passus der neuen Verfassung betraf die Amtszeiten des Gouverneurs, wonach eine Legislaturperiode zwei Jahre dauerte. Danach konnte ein amtierender Gouverneur einmal direkt wiedergewählt werden. Drei zusammenhängende Amtszeiten waren nicht erlaubt. Diese Bestimmungen galten bis 1926. Auf der anderen Seite versuchte die Regierung des Gouverneurs, der damals weit verbreiteten Lynchjustiz Einhalt zu gebieten. Jedes County musste pro Lynchmord $ 2000 Strafe an die Angehörigen der Opfer bezahlen.

## Weiterer Lebensweg
Gouverneur Evans strebte 1896 keine zweite Amtszeit an und schied daher am 18. Januar 1897 aus dem Amt. Er bewarb sich in den folgenden Jahren mehrfach erfolglos um einen Sitz im US-Senat. Stattdessen trat er bei Ausbruch des Amerikanisch-Spanischen Krieges 1898 als Major in die Armee ein. Nach dem Krieg war er auf Kuba am Aufbau einer zivilen Regierung beteiligt. In der Folge war er wieder als Anwalt tätig. Evans war Teilnehmer an den Democratic National Conventions der Jahre 1900, 1912 und 1916. Zwischen 1914 und 1930 war er im Vorstand der Demokratischen Partei in South Carolina. John Evans starb im Juni 1942. Er war mit Emily Mansfield Plume verheiratet.